# Патриотичен обединен фронт на китайския народ
Патриотичен обединен фронт на китайския народ, известен също като Обединен фронт е политическа коалиция, являваща се народен фронт в Китайската народна република, оглавявана от Китайската комунистическа партия. В нея влизат 8 официално разрешени от властта партии. Коалицията се оглавява от Работническия отдел на Обединия фронт, който е под пряката власт на централния комитет на Комунистическата партия. Начело на фронта е Сун Чунлан. Понастоящем малките партии от фронта имат 830 места в Китайския парламент, което е 27% от състава му.
Обединеният фронт има свои представители в Консултативния съвет, но коалицията не е независима от Комунистическата партия. Партията назначава лидерите на фронта, които често са и нейни членове.

## История
Първият народен фронт в Китай е през 1923 г., когато Китайската комунистическа партия и Гоминдана се обединяват, за да защитят републиканската конституция от 1912 г. и да сложат край на ерата на милитаризма в страната, поделила територията на Китай. Първият фронт просъществува до 1927 г., когато започва китайската гражданска война.
Двете водещи партии отново сключват съюз през 1937 г., когато Япония анексира Манджурия и създава държавата Манджоугуо начело с последния китайски император Пу И. Съюзът трае до края на Втората световна война и японската капитулация.
Междувременно през 1942 г. Комунистическата партия съзвава Обединения фронт с цел да повлияе на хора, които не са членове на партията и да ги присъедини към нея. Една от основните идеи на фронта е да върне Тайван в границите на Китай. Това обаче не се осъществява, след като Гоминданът се установява на острова, където продължава съществуването на Република Китай.
Фронтът няма реално обществено влияние и цели да демонстрира политическия плурализъм в страната, макар де факто Китай да е държава с еднопартийна система. Лидерите на малките партии признават ръководителната роля на комунистическата партия и имат определен брой места в Общокитайско събрание на народните представители.

## Състав
- Китайска комунистическа партия – с лидер Си Дзинпин

### Малки партии
- Революционен комитет на Гоминдана – с лидер Уан Ъ Сян
- Демократична лига на Китай – с лидер Жанг Баоуен
- Асоциация на демократичното национално строителство на Китай – с лидер Чен Чангжъ
- Асоциация за съдействието на демократичното развитие на Китай – с лидер Ян Джун Ки
- Работническо-селска демократична партия на Китай – с лидер Чен Жу
- Китайска партия на стремежа към справедливостта – с лидер Уан Ганг
- Общество „3 септември“ – с лидер Хан Киде
- Лига на демократичната автономия на Тайван – с лидер Лин Венлуи

### Обществени организации
- Общокитайска федерация на промишлеността и комерцията